# Rezerwat przyrody Baniska
Rezerwat przyrody Baniska – ścisły rezerwat przyrody na terenie miejscowości Roztoka Ryterska w gminie Rytro w województwie małopolskim. Znajduje się w Paśmie Radziejowej w Beskidzie Sądeckim, na obszarze Popradzkiego Parku Krajobrazowego. Utworzony został już w 1922 przez Adama Stadnickiego, ówczesnego właściciela tych terenów. W 1955 decyzją Ministra Leśnictwa powtórnie otrzymał status rezerwatu. Miał wówczas powierzchnię 17,69 ha. W 1983 r. zarządzeniem Ministra Leśnictwa i Przemysłu Drzewnego z dnia 4 lutego (Monitor Polski nr 5, poz. 35) został powiększony do 55,52 ha. Rozporządzeniem Wojewody Małopolskiego z dnia 14 listopada 2007 roku ponownie powiększony do 141,96 ha.
Rezerwat znajduje się na wysokości 775–1035 m n.p.m. w górnej części doliny Bańskiego Potoku (dopływ potoku Wielka Roztoka) na stromych stokach dwóch grzbietów Radziejowej (północnego – północno-wschodniego). Jest to rezerwat leśny. Utworzono go dla ochrony dobrze zachowanego pierwotnego fragmentu lasów ze starymi okazami drzew, wiek najstarszych szacuje się na ok. 200 lat. Dominuje buk zwyczajny, duży też udział ma jodła pospolita i klon jawor, nielicznie występuje świerk pospolity. Niektóre okazy jodły osiągają wysokość 30 m i 1 m średnicy pnia, niektóre jawory 25 m wysokości i 65 cm średnicy. W rezerwacie znajdują się najważniejsze dla Karpat typy leśnych zbiorowisk roślinnych, poczynając od żyznej buczyny karpackiej, poprzez ubogie bukowe lasy górskie, dolnoreglowy bór świerkowo-jodłowy, po górnoreglową świerczynę karpacką. Oprócz zbiorowisk leśnych występują mikrosiedliska nieleśnych zbiorowisk roślinnych naskalnych, łąkowych, źródliskowych i wodnych.
Na poszerzonym obszarze rezerwatu znajduje się rzadko spotykane w Karpatach obsekwentne osuwisko dolinne, dwie wyniosłe formy terenu, formy skałkowe oraz jeziorka zastoiskowe (według innych źródeł osuwiskowe) nazywane Baniami lub Młaką. Właśnie od tego jeziorka pochodzi nazwa rezerwatu. Przy dolnym skraju rezerwatu znajduje się ujęcie wody pitnej dla Rytra.
Przez obszar rezerwatu nie prowadzi żaden znakowany szlak turystyczny, można go jednak zwiedzić korzystając z wyznaczonej w 2005 ścieżki dydaktycznej „Rogasiowy szlak”.

## Przypisy

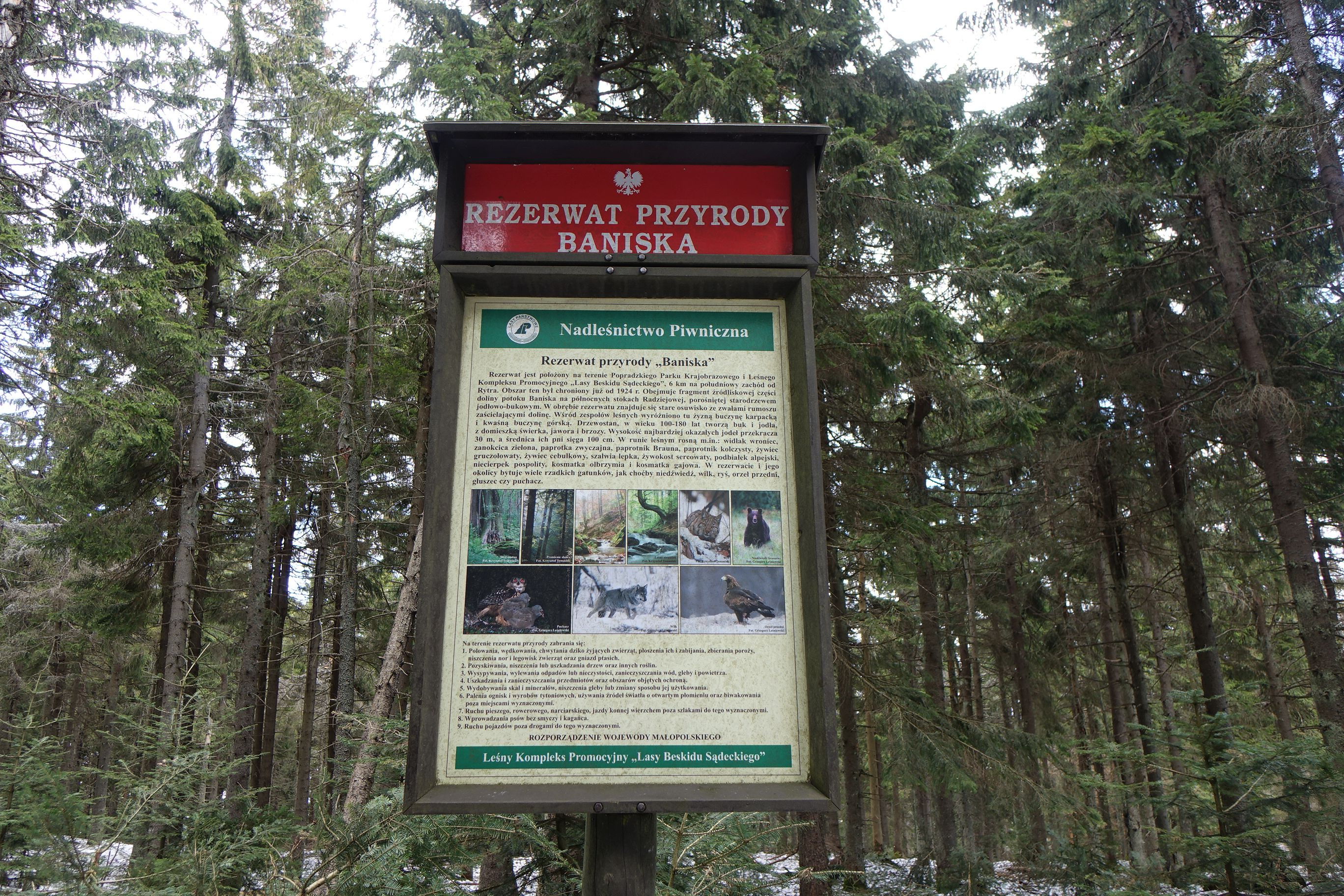